# Parlement d'Irlande
Cet article traite du corps législatif aboli en 1800. Pour le parlement actuel, voir Oireachtas

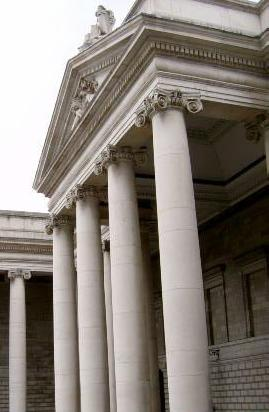
Façade du Parlement d’Irlande, à Dublin. De nos jours, le bâtiment abrite une agence de la Banque d’Irlande.

Le Parlement d’Irlande est le corps législatif qui exista du Moyen Âge jusqu'en 1800. Il comprenait le roi d’Irlande et deux chambres : la Chambre des communes et la Chambre des lords. La Chambre des lords était composée de membres de la pairie d'Irlande, tandis que les députés des Communes étaient élus au suffrage direct, mais par un corps électoral très restreint.
Au cours des siècles, le Parlement irlandais se réunit dans divers lieux à l’intérieur ou à l’extérieur de Dublin. Castledermot, dans le comté de Kildare, est le premier lieu dont la date de la réunion, le 18 juin 1264, quelques mois avant le Parlement d'Angleterre, soit assurée. Parmi les lieux de réunions célèbres, on compte le château de Dublin, Bluecoat School (en), Chichester House (en) et la Chambre du Parlement irlandais, sa demeure définitive, à College Green.

## Débuts
Le Parlement d'Irlande fut fondé originellement au XIIIe siècle pour représenter la population irlandaise et anglo-normande de la seigneurie d'Irlande. Mais comme la plupart des Irlandais gaéliques refusait de prêter allégeance à la Couronne, de respecter l'autorité du seigneur ou de reconnaître le droit coutumier, ils étaient officiellement considérés comme hors-la-loi et n'avaient le droit ni de voter, ni de se présenter aux élections. Cependant, au XIVe et XVe siècles, la diminution du nombre des fidèles à la Couronne, la puissance grandissante des dynasties terriennes et l'incapacité croissante de faire appliquer les décisions de justice réduisirent la présence de la Couronne en Irlande. De ce fait, un grand nombre de nobles anglo-irlandais rejoignit la noblesse gaélique indépendante en affirmant leur indépendance féodale. Par la suite, le pouvoir de la Couronne se réduisit à une petite enclave fortifiée autour de Dublin appelée le Pale. Le Parlement devint, par la suite, essentiellement le lieu de discussion de la communauté du Pale jusqu'au XVIIe siècle. Incapables d'appliquer et d'exercer l'autorité du Parlement ou le gouvernement de la Couronne au-delà de leurs environs, et subissant de plus en plus fréquemment les raids des Irlandais gaéliques et des nobles anglo-irlandais indépendants, les habitants du Pale encouragèrent eux-mêmes les rois d'Angleterre à jouer un rôle plus actif dans les affaires de l'Irlande. La distance géographique, le manque d'intérêt de la Couronne et la puissance grandissante de l'Irlande gaélique réduisirent le Parlement d'Irlande à un rôle de figurant. Aussi, de plus en plus inquiet de se retrouver peu à peu sous l'influence des puissants propriétaires fonciers, comme le comte de Kildare, à adopter des lois favorables aux différentes factions du pays, le Parlement encouragea en 1494 l'adoption de la loi de Poyning, qui le subordonnait à la loi anglaise. 

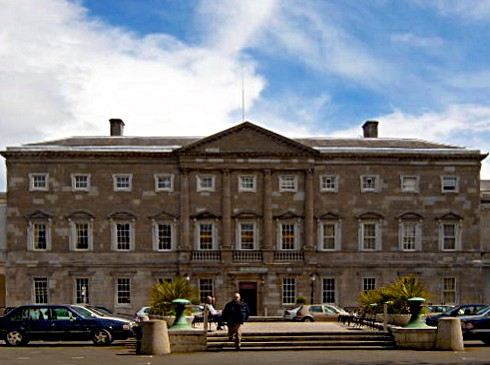
La Leinster House à Dublin

Le rôle du Parlement évolua après 1541, quand Henri VIII proclama le royaume d'Irlande et lança la reconquête de l'Irlande.  Bien que, dans tout le reste de l'Europe, la tendance a été à la centralisation des pouvoirs royaux et à l'affaiblissement de la puissance féodale, Henry VIII annula d'anciennes décisions de justice qui avaient prononcé la déchéance de familles ou de terres, et il reconnut les privilèges de la noblesse gaélique, étendant de ce fait l'autorité de droit de la Couronne. En échange de leur reconnaissance de l'autorité de la Couronne dans le nouveau royaume d'Irlande, les lords anglo-irlandais gaéliques virent leur position légalisée et furent autorisés à participer au Parlement d'Irlande comme des égaux, bien que la plupart des parlementaires fût toujours de descendance anglaise. Cependant, la Réforme anglaise introduite par les monarques Tudor changea la nature de la politique irlandaise, car la plus grande partie de la population de ce pays demeurait fidèle au catholicisme. Nombre de députés irlandais entrèrent en conflit au Parlement avec les autorités de la Couronne au sujet de l'introduction du protestantisme comme religion d'État et des nouvelles taxes destinées à financer la pacification du pays. Pour ces raisons, en 1613-1615, les circonscriptions électorales furent modifiées, afin de permettre l'élection de représentants des colons protestants anglais et écossais au Parlement. Ces circonscriptions nouvelles, en conjonction avec les partisans de la royauté déjà présents au Parlement, donnèrent une majorité parlementaire aux loyalistes. Bien que les Catholiques ne reconnussent pas l'autorité du roi sur l'Église en Irlande, tout en acceptant celle du pape dans les affaires temporelles, ils ne furent pas exclus du corps électoral. Cependant, à la suite du soulèvement général des catholiques irlandais lors de la rébellion irlandaise de 1641, qui vit le massacre d'une grande partie des populations anglaises et écossaises et de sauvages représailles menées par les loyalistes en retour, les Catholiques perdirent le droit de voter ou de siéger au Parlement par l'Acte d'établissement cromwellien de 1652. Ils ne récupérèrent jamais complètement ces droits, durant la période d'existence de ce Parlement.
Cependant, après la mort d'Oliver Cromwell et la fin du Protectorat, les Stuarts retrouvèrent leur trône, mettant ainsi fin aux diverses divisions sectaires du royaume. Ainsi, durant le règne de Jacques II d'Angleterre, qui s'était d'abord secrètement, puis bientôt publiquement, converti au catholicisme, les Catholiques irlandais recouvrèrent brièvement leur position prééminente, puisque la Couronne favorisait leur communauté. Quand Jacques fut renversé en Angleterre, il se tourna vers ses partisans catholiques du Parlement d'Irlande. En échange de son soutien lors de la guerre orangiste d'Irlande (1688-1691), le Parlement, dominé par les Catholiques irlandais, força Jacques II à ratifier des lois lui accordant son autonomie législative et restituant les terres confisquées aux Catholiques lors de la conquête cromwellienne de l'Irlande. Mais les jacobites furent vaincus, et, sous l'autorité de Guillaume III, les protestants retrouvèrent leurs positions privilégiées au sein de la société irlandaise, tandis qu'un nombre important de nobles et de chefs catholiques au Parlement étaient contraints de s'exiler. Ayant montré leur soutien au catholicisme absolu en reconnaissant et en aidant Jacques II pendant la guerre, les Irlandais durent affronter la législation discriminatoire des Lois pénales, votées par un Parlement majoritairement loyaliste et protestant.  
Néanmoins, les Catholiques irlandais n'étaient pas encore exclus du jeu politique. Avant 1728, les Catholiques irlandais votaient aux élections à la Chambre des communes et disposaient toujours de sièges à la Chambre des lords. Toutefois, cette année-là, un nouveau soulèvement jacobite contre le trône protestant eut lieu et aboutit à leur interdiction de voter comme d'être représentés. Les partisans de l'Église d'Irlande virent également leurs droits limités. Les protestants qui n'avaient pas reconnu l'Église anglicane furent également victimes d'une discrimination légale. Les « Non-conformistes », qu'il s'agît des presbytériens, des congrégationalistes ou des quakers, avaient un statut inférieur au Parlement : après 1707, ils pouvaient y siéger, mais non exercer une fonction publique. Ainsi, le nouveau système favorisait une nouvelle élite anglicane dans les institutions de l'Église comme dans celles de l'État.
À partir de 1728, ce qui restait de la noblesse appartenait fermement au camp de la Couronne, qu'il s'agît de protestants ou de catholiques loyalistes. Les classes supérieures avaient abandonné la plupart de leurs traditions gaéliques et adopté les valeurs aristocratiques franco-anglaises, qui dominaient dans la plupart de l'Europe. Une grande partie des anciens domaines féodaux des premiers magnats anglo-irlandais et irlandais gaéliques avaient été démembrés et donnés à des soldats irlandais loyalistes, ainsi qu'à des colons protestants anglais et écossais. Longtemps sous la domination de jure des grands propriétaires fonciers, la paysannerie irlandaise, beaucoup plus importante, avait réussi jusque-là à se créer une relative indépendance grâce à la situation plutôt anarchique et sectaire du pays. Mais, à partir de cette époque, la noblesse et la gentry loyaliste nouvellement établie purent exercer leurs droits et privilèges avec plus de vigueur, et, disposant d'une législation pénale, purent forcer la soumission de la classe paysanne très majoritairement catholique ou non-conformistes. Tout comme en Angleterre, au pays de Galles et en Écosse, le droit de représentation était limité à la classe possédante, favorisant la gentry terrienne. Avec une noblesse effectivement sous le contrôle de la Couronne, le suffrage restreint aux seuls protestants, et les titulaires de charges en général anglicans, le Parlement d'Irlande  était redevenu l'apanage de l'élite anglo-irlandaise, plus précisément de l'élite protestante anglicane. Finalement, l'incapacité, et souvent la connivence, du Parlement d'Irlande lors des années de guerres civiles, son soutien constant aux diverses expéditions étrangères dirigées contre l'Angleterre convainquirent le Pouvoir anglican de remettre peu à peu les pouvoirs du Parlement d'Irlande entre les mains du Parlement britannique. 
Paradoxalement, ces efforts pour faire des anglicans la classe privilégiée et pour soumettre le Parlement d'Irlande au Parlement anglais, essentiellement anglican, contribuèrent à favoriser les intérêts des réseaux situés principalement en Angleterre et à Londres. À cause de sa subordination à l'Angleterre, le Parlement d'Irlande se montra souvent incapable de protéger les intérêts économiques et commerciaux irlandais, affaiblissant gravement l'économie du pays, et mettant la classe moyenne, essentiellement protestante, dans une situation difficile. Le résultat fut un lent, mais continu, exode des familles anglo-irlandaises, irlando-écossaises et irlandaises protestantes vers les colonies, principalement en Amérique du Nord. Ainsi, ironiquement, ce furent les efforts faits par les différents Parlements anglais et irlandais, pour établir la primauté des Anglicans en Irlande qui lentement compromirent leur situation.
Cependant, le Parlement anglo-irlandais sut faire preuve à plusieurs reprises d'indépendance par rapport à Londres. Au début du XVIIIe siècle, il fit pression avec succès pour que le Parlement fût appelé tous les deux ans, et non selon le caprice du monarque, puis, quelque temps après, il se déclara lui-même en session permanente, imitant en cela les développements du Parlement de Grande-Bretagne. Quand il parut évident que les effets produits par l'assujettissement du Parlement irlandais au contrôle du Parlement anglais étaient néfastes à l'économie du pays, le Parlement d'Irlande fit machine arrière, et commença à réclamer des pouvoirs plus étendus. Par ailleurs, les ministères suivants se mirent à plaider ardemment en faveur de meilleures conditions de commerce avec les Britanniques, ce qui finit par devenir un motif du soutien aux colonies américaines à la fin du XVIIIe siècle.

## Pouvoirs
Après 1707, l'Irlande fut assujettie à des degrés divers au royaume de Grande-Bretagne. Le Parlement d'Irlande contrôlait seulement la législation, tandis que la branche exécutive du gouvernement, sous la direction du Lord lieutenant d'Irlande, dépendait du gouvernement britannique. En outre, les lois pénales interdisaient aux catholiques, qui constituaient la majorité de la population irlandaise, de siéger au Parlement tout comme de participer aux élections. Se fondant sur le précédent de la loi Poyning (en), qui plaçait l'assemblée irlandaise sous la subordination du Parlement britannique, de nouvelles lois furent votées par le Parlement de Westminster, interdisant au Parlement d'Irlande de débattre une loi sans l'accord préalable de l'assemblée britannique.
Les effets de cette subordination devinrent bientôt évidents, lorsque l'Irlande entra dans une lente stagnation économique, et que la population protestante se réduisit en taille relative. Par ailleurs, la prospérité croissante des colonies américaines, dont les autorités locales bénéficiaient d'une surprenante autonomie par rapport au Parlement britannique, fournissait des arguments aux partisans d'un accroissement des pouvoirs du Parlement d'Irlande. Quand les gouvernements britanniques commencèrent à centraliser le commerce, l'imposition et les études juridiques de l'ensemble de l'Empire, le Parlement d'Irlande trouva un allié inattendu dans les colonies d'Amérique, qui se montraient de plus en plus rétives, face aux empiètements du gouvernement britannique. Lors du déclenchement de la rébellion des colonies d'Amérique, le Parlement d'Irlande vota plusieurs mesures, qui montrèrent son soutien aux doléances américaines. Craignant une autre scission en Irlande, lorsque la rébellion s'étendit dans les colonies américaines et que plusieurs puissances européennes se joignirent dans un assaut global des intérêts britanniques, le Parlement de Grande-Bretagne se montra, par la force des choses, plus ouvert aux demandes irlandaises. En 1782, devant l'agitation menée par les principales figures du Parlement, la plus célèbre étant Henry Grattan, l'autorité du Parlement d'Irlande fut considérablement accrue. Sous ce que l'on a fini par appeler la « constitution de 1782 », les restrictions imposées par la loi Poyning furent abolies. Un peu plus d'une décennie plus tard, les Catholiques acquirent le droit de vote aux élections législatives, bien qu'ils ne fussent toujours pas éligibles.

## Organisation

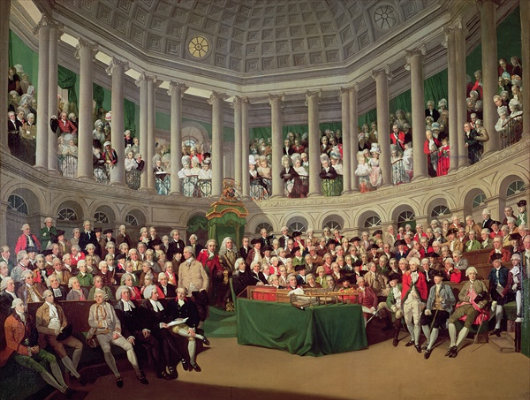
The Irish House of Commons de Francis Wheatley (1780).

La Chambre des lords était présidée par le lord chancelier, assis sur le woolsack, un large siège bourré de laines venant des trois royaumes d'Angleterre, d'Irlande et d'Écosse. Aux Communes, les réunions étaient présidées par le Speaker, choisi par la Chambre et responsable devant elle, qui était, en l'absence du gouvernement, la principale figure politique du Parlement. Le Speaker Connolly représente encore aujourd'hui l'une des figures les plus largement connues du Parlement d'Irlande.
Une grande partie du cérémonial public du Parlement d'Irlande imitait celui du Parlement de Grande-Bretagne. Les sessions étaient ouvertes de manière solennelle par le discours du Trône, lu par le Lord Lieutenant, qui « était assis, environné par plus de splendeur que sa Majesté, sur le trône d'Angleterre ». Lors de l'ouverture officielle, les députés des Communes étaient invités à rejoindre la Chambre des lords par le Black Rod, un officier royal qui commandait « aux membres, au nom de Son Excellence, de l'accompagner à la Chambre des pairs ».
Les sessions du Parlement attiraient à Dublin une grande partie de l'élite anglo-irlandaise la plus riche, surtout parce qu'elles coïncidaient souvent avec la Saison sociale irlandaise, de janvier à la fête de la Saint-Patrick, le 17 mars, et que le Lord Lieutenant présidait en grande pompe les bals et les réceptions officiels dans les appartements du vice-roi du château de Dublin. Les principaux pairs, en particulier, affluaient à Dublin, où ils séjournaient dans d'immenses hôtels particuliers, richement décorés, à l'origine dans le nord de Dublin, par la suite dans de nouvelles résidences de style géorgien autour de Merrion Square et de Fitzwilliam Square. Leur présence à Dublin, ainsi que celle des nombreux domestiques qui les accompagnaient, aiguillonnait régulièrement l'économie de la cité.

## Abolition
En 1801, le Parlement d'Irlande fut aboli, lorsque l'Acte d'Union créa le Royaume-Uni de Grande-Bretagne et d'Irlande, fusionnant les parlements britannique et irlandais en un unique Parlement du Royaume-Uni. 
L'union résultait d'un certain nombre de tensions apparues dans les relations anglo-irlandaises. En 1798, l'autorité britannique en Irlande avait été ébranlée par la tentative de révolte de la Société des Irlandais unis. La crise engendrée par la folie du roi George III créa également des tensions, car le parlement de chacun des deux pays avait théoriquement le droit de nommer un régent, sans être obligés de choisir le même. La situation se dénoua toutefois quand ils désignèrent tous les deux le prince de Galles.
Devant ces tensions, le gouvernement britannique décida que les relations entre la Grande-Bretagne et l'Irlande devaient être fondamentalement modifiées. Constitutionnellement, il était nécessaire que l'acte d'union fût voté par les deux Parlements avant de devenir une loi. Le Parlement irlandais fut donc bien invité à voter sa propre dissolution.
Après un premier échec, le Parlement irlandais vota l'Acte, grâce à la corruption d'un grand nombre de députés et de lords, qui se virent attribuer des pairies de Grande-Bretagne et du Royaume-Uni, ainsi que d'autres encouragements. Après une ultime réunion le 15 janvier 1800, le royaume d'Irlande et son Parlement cessèrent d'exister le 1er janvier 1801. Ce fut le dernier corps législatif dans l'histoire irlandaise à avoir eu le pouvoir de légiférer sur l'ensemble de l'île irlandaise.
Une part de l'accord prévoyait la concession de l'Émancipation des catholiques, c'est-à-dire l'abolition de toutes les lois discriminatoires contre le catholicisme et les croyances différentes de celle de l'officielle Église d'Irlande. Cependant, après l'Union, le roi George III bloqua cette émancipation, arguant du fait qu'elle entrait en conflit avec son serment du couronnement de défendre la foi protestante. L'émancipation fut finalement obtenue en 1829. 
Dans les années 1830 et 1840, le leader nationaliste Daniel O'Connell mena une campagne infructueuse pour l'abrogation de l'Acte d'Union et la restauration du « Parlement de Grattan ». Ceux qui préconisaient l'abrogation insistaient sur le fait que les Catholiques obtiendraient le droit de siéger au sein de ce Parlement restauré.